# Yaren (Distrikt)
Yaren (früher Jarren; auch Makwa bzw. Moqua) ist einer der 14 Distrikte Naurus und Sitz der Regierungsinstitutionen. Auch wenn Nauru de jure keine Hauptstadt hat, wird Yaren allgemein als Haupt-Distrikt angesehen. Er gehört zum gleichnamigen Wahlkreis Yaren. International ist Yaren als einzige nauruische Stadt mit 5100 Einwohnern geläufig, welche aus der größten zusammenhängenden Siedlung im Südwesten des Landes besteht. Innerhalb Naurus gilt Yaren aber als ein Distrikt mit 803 Einwohnern und einer Fläche von 1,5 km². Er grenzt an Boe im Nordwesten, an Buada im Norden und an Meneng im Osten.

## Zentrale Einrichtungen
In Yaren befinden sich:
- das Parlamentsgebäude
- die Verwaltungsbüros der Regierung
- die staatliche Polizeistation
- der Moqua Well
- die Rundfunkstation
- der internationale Flughafen

## Historische Dörfer
Auf dem Gebiet des Distriktes (bis 1968 als Gau bezeichnet) gab es folgende historischen Dörfer:

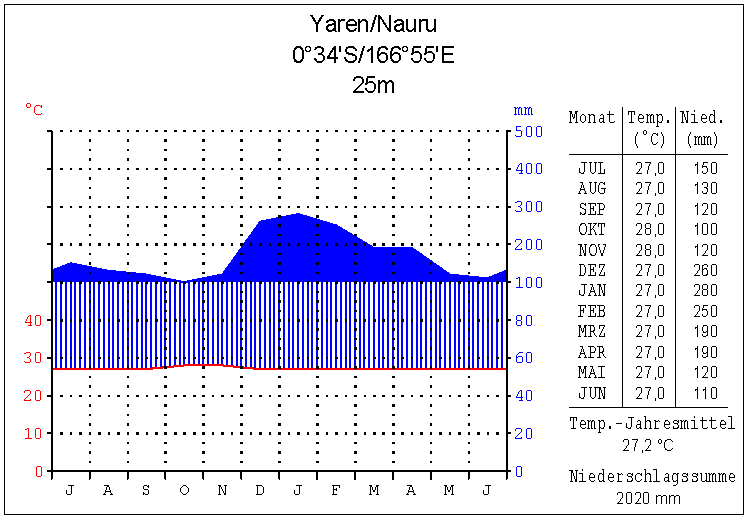
Klimadiagramm Yaren

- Anigobwi
- Atomo
- Ibwenape
- Kibepe
- Meure
- Yaren
- Yongin

## Persönlichkeiten
- Kieren Keke (* 1971), Politiker und Arzt